# Браунстаун (Ирландия)
Браунстаун (англ. Brownstown; ирл. Baile an Bhrúnaigh) — деревня в Ирландии, находится в графстве Килдэр (провинция Ленстер).

## Демография
Население — 482 человека (по переписи 2006 года). В 2002 году население составляло 500 человек.
Данные переписи 2006 года:
| Общие демографические показатели |               |                               |                               |      |      |
| Всё население                    | Всё население | Изменения населения 2002—2006 | Изменения населения 2002—2006 | 2006 | 2006 |
| 2002                             | 2006          | чел.                          | %                             | муж. | жен. |
| 500                              | 482           | −18                           | −3,6                          | 235  | 247  |